# Школа № 1537
Многопрофильная Школа № 1537 «Информационные технологии» — государственное образовательное учреждение в Москве.

## История
История современного лицея № 1537 начинается в 1986 году, когда в Бабушкинском районе Москвы был создан Учебно-производственный комбинат (УПК) № 3, где велась подготовка учащихся по специальностям, связанным с информатикой и вычислительной техникой (оператор ПЭВМ, лаборант-программист, оператор НИС, оператор АРМ-секретаря, оператор АРМ-бухгалтера, оператор АРМ-менеджера). Инициатором создания УПК № 3 был Главный информационно-вычислительный центр министерства просвещения РСФСР. УПК № 3 в течение десяти лет был центром связанной с вычислительной техникой допрофессиональной подготовки старшеклассников Бабушкинского района, и через десять лет после открытия в нём обучались 780 школьников 8—11 классов.
В 1995 году на базе УПК № 3 были сформированы два класса с общеобразовательной программой, включавшей углублённое изучение информационных технологий. После начала работы этих классов и ознакомления с их опытом преподавателей Московского Государственного Института электроники и математики между УПК № 3 и МГИЭМ был заключён договор о сотрудничестве.
В 1996 году в рамках программы развития образовательной система Северо-Восточного административного округа Москвы УПК № 3 был преобразован в Лицей информационных технологий № 1537. За первые десять лет работы лицей окончили 600 человек, из них 22 с золотыми и серебряными медалями. 80 выпускников лицея с 2001 по 2007 годы были включены в списки лучших выпускников Москвы в рамках программы «Российские интеллектуальные ресурсы».

## Современное состояние лицея
В лицее обучаются около 300 учащихся с 5 по 11 классы, работает 40 учителей, из которых пятеро являются обладателями учёных степеней.
В помещении имеется 20 учебных кабинетов, спортивный зал, актовый зал, столовая, медицинский кабинет, кабинет психолога. На территории лицея расположена спортивная площадка. Занятия по физической культуре проводятся также в национальном парке «Лосиный остров», который расположен рядом с лицеем. Лицей расположен рядом с "Новым Драматическим Театром".
Лицей Информационных технологий № 1537, начиная с 1996 года, постоянно налаживает и расширяет контакты с все большим количеством московских университетов и институтов. Действуют договоры Лицея со следующими высшими учебными заведениями: МГТУ им. Баумана, МИЭМ, МГТУ им. А. Н. Косыгина, Академия Федеральной службы безопасности Российской Федерации (ИКСИ), Высшая школа экономики, Государственный университет управления.

## Учебная программа
Занятия в лицее ведутся в рамках пятидневной учебной недели.  Учебный год разбит на триместры, в конце каждого из которых учащиеся аттестуются по всем предметам. Программа общеобразовательная, с углублённым изучением информационных технологий, математики, английского языка и физики.  Существует отдельный и обязательный урок робототехники. Учебный план разделяется на два модуля: базовый (филология, математика, естествознание, обществознание, искусство, технология, физическая культура) и школьный (включающий дополнительные учебные часы по профильным предметам лицея и английскому языку, а также факультативы, нетрадиционные учебные дисциплины  такие, как логика, право, геометрия и компьютер, решение нестандартных задач по математике, решение задач конкурсного типа по физике, теория и практика сочинений,  и нетрадиционные способы обучения, включая проектный, исследовательский и экскурсионный)
Образовательные области базового модуля учебного плана::
- Русский язык и литература: изучение русского языка и литературы
- Иностранный язык: английский язык
- Математика: алгебра, геометрия, математическая логика, теория вероятности и статистика, математическая информатика (интегративно с курсом информационных технологий)
- Естествознание: физика, химия, биология, география; традиционные естественнонаучные дисциплины (физика, химия, география, биология) экологизированы, программа включает выполнение проектов экологической направленности на «Окружающая среда и здоровье человека», «Экология животных» (по выбору)
- Обществознание: история, обществознание, экономическая география, модули москвоведения (интегративно с курсом истории в 8—11 классах)
- Искусство: изобразительное искусство, музыка, мировая художественная культура
- Технология: специальные курсы информационных технологий в 8—11 классах
- Физическая культура: общеразвивающая и общеукрепляющая физическая подготовка, элементы спортивной подготовки и народных игр, а также курс «Основы безопасности жизнедеятельности» (в 8—9 классах ОБЖ изучается интегративно с курсами биологии и физкультуры, в 10—11 классах как обязательный самостоятельный учебный курс)

## Техническое оснащение и инновационные технологии
С первого года своего существования УПК № 3, благодаря специализации в области информатики и вычислительной техники, был оборудован передовыми относительно других московских учебных заведений бытовыми компьютерами Ямаха КУВТ, объединёнными в локальную сеть. В этой конструкции отсутствовали дисководы. Первый компьютер типа IBM PC/XT/640 Kb RAM/20 Mb HPP, стоявший в отдельной комнате, начал работать в 1989 году, а год спустя к нему добавился более совершенный IBM РС/АС/286. 
В 1992 году УПК № 3 получил ещё один компьютерный класс, оснащённый советскими персональными ЭВМ ЕС-7978 для занятий по специальности «Оператор ПЭВМ11». Эти модели, не имевшие собственных жёстких дисков, были объединены в сеть для обращения к жёсткому диску сервера. В 1994 году УПК удалось оснастить отдельный класс компьютерами типа IBM PC, также объединёнными в локальную сеть, а через год в одном из классов персональными компьютерами IBM были заменены старые «Ямахи», в дальнейшем использовавшиеся для психологического тестирования кандидатов на поступление в лицей.
В начале нового века в лицее функционировали два класса, оборудованные компьютерами с процессорами четвёртого поколения, а также класс, оборудованный машинами с более новыми процессорами Pentium и Celeron 433. В дальнейшем лицей дооснащался компьютерами на базе процессоров Intel Pentium и Apple Macintosh, оснащёнными современным периферийным оборудованием и высокоскоростным каналом выхода в Интернет. На данный момент в лицее есть 3D принтер. 
Программа лицея предполагает ознакомление учащихся с передовыми информационными технологиями и подготовку квалифицированных специалистов в этой области. Центральной инновационной разработкой лицея является внедрение так называемой системы удалённой обработки информации (СУОИ) «Лицей: Учебный процесс». Система позволяет вести электронный классный журнал, наладить оперативную обратную связь с родителями учащихся, заранее ознакомить учеников с предстоящими домашними заданиями. Программа реализуется в рамках действующей с 2004 года на базе школы экспериментальной площадки «Единое школьное информационное пространство», с 2006 года реализуемой на муниципальном уровне.
Лицей сотрудничает с РКК «Энергия» имени С. П. Королёва, по проектам, разработанным в лицее, изготовлены демонстрационные пособия для работы на орбите в рамках комплексного эксперимента в области образования на борту Международной космической станции.
В лицее впервые в России появился "Электронный журнал".

## Награды
В 2000 и 2001 годах лицей № 1537 занял 1 место среди лицеев и 3 место среди всех школ в конкурсе «100 лучших школ России», проводимом журналом «Карьера», а в 2002 году занял 1 место среди лицеев и 4 место среди математических школ.
В 2016/2017 учебном году лицей занял 136 место в рейтинге вклада школ в качественное образование московских школьников
В 2007 году лицей был отмечен главным призом на первом профессиональном конкурсе «Инноватика в образовании» (номинация «Жемчужина российского образования»), стал победителем конкурса инновационных школ в рамках Приоритетного национального проекта «Образование» и вошёл в число 30 лауреатов Всероссийского конкурса «Лучшие школы России», проводимого Министерством образования и науки РФ. В том же году сборная лицея заняла третье место в V Международной сетевой олимпиаде студентов и школьников «Эрудиты планеты».
За первые два года проведения Приоритетного национального проекта «Образование» девять преподавателей лицея получили премию Президента Российской Федерации.